# Associazione Calcio Siena 2005-2006
Questa voce raccoglie le informazioni riguardanti l'Associazione Calcio Siena nelle competizioni ufficiali della stagione 2005-2006.

## Stagione
La stagione 2005-2006 è stata la 3ª stagione in Serie A della Robur, l'allenatore è Luigi De Canio, il quale ha guidato la squadra anche nella stagione precedente.
In campionato il Siena parte con una vittoria per 2-1 contro il Cagliari a cui seguono 2 sconfitte, una per 1-3 e l'altra per 1-2 rispettivamente contro Milan e Palermo. a ciò succede un pareggio per 1-1 contro l'Ascoli e quindi 2 vittorie consecutive contro Roma (3-2) e Messina (4-2); i risultati utili consecutivi si arrestano in seguito a una sconfitta per 3-2 contro l'Udinese, un pareggio per 2-2 contro la Sampdoria e quindi un'ulteriore sconfitta, 0-2 contro la Fiorentina. Contro il Treviso i bianconeri riescono a strappare una vittoria per 1-0, però sono nuovamente battuti da ChievoVerona )0-1) e Lecce (0-3); dopo un pari senza reti contro la Reggina il Siena viene sconfitto dalla Lazio per 2-3, a ciò seguono una vittoria (1-0 contro l'Empoli) e un nuovo pareggio (2-2 contro il Parma). Il girone di andata termina con una sconfitta contro la Juventus per 0-2 e 2 pareggi, 0-0 contro l'Inter, 2-2 contro il Livorno. Quello di ritorno inizia con 2 sconfitte consecutive (0-1 contro il Cagliari, 0-3 contro il Milan), a cui però segue una vittoria per 3-1 contro il Palermo. Dopo 2 pari (1-1 contro l'Ascoli, 0-0 contro il Messina), la Robur viene sconfitta per 0-2 dalla Roma alla quale però reagisce battendo 2-1 l'Udinese 1-0 la Samp; a ciò segue una sconfitta per 1-2 dalla Fiorentina, una vittoria per 1-0 dal Treviso e quindi 2 ulteriori sconfitte consecutive (1-4 contro il Chievo, 1-2 contro il Lecce). Dopo un pari contro la Reggina per 1-1, il Siena viene nuovamente battuto dai biancocelesti (2-3) e poi dall'Empoli (1-2), a cui seguono 2 pareggi entrambi per 1-1 (contro Parma e Inter) e un'altra sconfitta contro la Juventus (0-3). Il Siena termina il campionato pareggiando 0-0 contro il Livorno e riuscendo a rimanere nella "zona salvezza".
In Coppa Italia il Siena parte dal primo turno eliminatorio dove sconfigge 2-1 la Juve Stabia e passando quindi al secondo dove invece batte l'Avellino per 1-0. Al terzo turno viene però battuta per 0-4 dall'Atalanta e quindi eliminata dal torneo.

## Divise e sponsor
Nella stagione 2005-2006 lo sponsor tecnico è Mass, mentre lo sponsor ufficiale è Monte dei Paschi di Siena. La divisa casalinga presenta una maglia a scacchi con questi aventi motivi a strisce, pantaloncini neri e calzettoni bianchi. La divisa da trasferta è invece interamente gialla.
| Casa | Trasferta |  |

## Rosa
| N. |                      | Ruolo | Calciatore               |
| -- | -------------------- | ----- | ------------------------ |
| 2  | Italia (bandiera)    | D     | Paolo Negro              |
| 3  | Italia (bandiera)    | D     | Gianluca Falsini         |
| 4  | Italia (bandiera)    | D     | Michele Mignani          |
| 5  | Italia (bandiera)    | D     | Francesco Colonnese      |
| 6  | Italia (bandiera)    | C     | Simone Vergassola        |
| 7  | Croazia (bandiera)   | D     | Igor Tudor               |
| 9  | Argentina (bandiera) | A     | Roberto Nanni            |
| 10 | Italia (bandiera)    | A     | Enrico Chiesa (capitano) |
| 11 | Italia (bandiera)    | A     | Rey Volpato              |
| 12 | Italia (bandiera)    | P     | Davide Zomer             |
| 14 | Italia (bandiera)    | P     | Marco Fortin             |
| 16 | Paraguay (bandiera)  | A     | Tomás Guzmán             |
| 17 | Brasile (bandiera)   | C     | Douglas Ricardo Packer   |
| 18 | Italia (bandiera)    | A     | Pasquale Iadaresta       |
| 19 | Italia (bandiera)    | C     | Matteo Paro              |

| N. |                      | Ruolo | Calciatore          |
| -- | -------------------- | ----- | ------------------- |
| 20 | Italia (bandiera)    | C     | Tomas Locatelli     |
| 21 | Italia (bandiera)    | A     | Massimo Marazzina   |
| 23 | Italia (bandiera)    | C     | Roberto D'Aversa    |
| 26 | Italia (bandiera)    | C     | Jonathan Bachini    |
| 30 | Italia (bandiera)    | D     | Cristian Molinaro   |
| 31 | Italia (bandiera)    | D     | Paolo Foglio        |
| 35 | Italia (bandiera)    | C     | Francesco Cozza     |
| 46 | Italia (bandiera)    | D     | Daniele Gastaldello |
| 66 | Italia (bandiera)    | D     | Nicola Legrottaglie |
| 75 | Brasile (bandiera)   | C     | Alberto             |
| 81 | Finlandia (bandiera) | P     | Anssi Jaakkola      |
| 77 | Italia (bandiera)    | C     | Luca Antonini       |
| 81 | Albania (bandiera)   | A     | Erjon Bogdani       |
| 83 | Italia (bandiera)    | P     | Antonio Mirante     |
| 90 | Italia (bandiera)    | D     | Daniele Portanova   |

## Calciomercato

### Sessione estiva(dal 1/7 al 31/8)
| Acquisti | Acquisti               | Acquisti    | Acquisti   |
| R.       | Nome                   | da          | Modalità   |
| -------- | ---------------------- | ----------- | ---------- |
| C        | Douglas Ricardo Packer | Juventus    | prestito   |
| A        | Erjon Bogdani          | Verona      | definitivo |
| D        | Daniele Gastaldello    | Juventus    | definitivo |
| D        | Paolo Negro            | Lazio       | svincolato |
| P        | Antonio Mirante        | Juventus    | prestito   |
| A        | Rey Volpato            | Juventus    | prestito   |
| A        | Massimo Marazzina      | Torino      | svincolato |
| A        | Roberto Nanni          | Dinamo Kiev | prestito   |
| D        | Nicola Legrottaglie    | Juventus    | prestito   |
| C        | Alberto                | Udinese     | -          |
| C        | Matteo Paro            | Juventus    | prestito   |
| C        | Tomas Locatelli        | Bologna     | -          |
| P        | Davide Zomer           | Treviso     | -          |
| D        | Cristian Molinaro      | Salernitana | -          |
| C        | Jonathan Bachinii      | -           | svincolato |

| Cessioni | Cessioni          | Cessioni  | Cessioni   |
| R.       | Nome              | da        | Modalità   |
| -------- | ----------------- | --------- | ---------- |
| A        | Francesco Cozza   | Reggina   | prestito   |
| C        | Rodrigo Taddei    | Roma      | svincolato |
| A        | Tore André Flo    | Vålerenga | svincolato |
| D        | Stefano Argilli   | Modena    | svincolato |
| D        | Carlos Arano      | Quilmes   | svincolato |
| P        | Adriano Zancopè   | Treviso   | svincolato |
| C        | Alin Stoica       | Timișoara | svincolato |
| C        | Alfonso Camorani  | Lecce     | -          |
| C        | Fernando          | Bordeaux  | prestito   |
| C        | Daniele Di Donato | Arezzo    | -          |
| C        | Andrea Ardito     | Torino    | -          |
| C        | Simone Bonomi     | Verona    | prestito   |
| A        | Simone Marini     | Benevento | -          |

### Sessione invernale(dal 3/1 al 31/1)
| Acquisti | Acquisti          | Acquisti      | Acquisti |
| R.       | Nome              | a             | Modalità |
| -------- | ----------------- | ------------- | -------- |
| D        | Igor Tudor        | Juventus      | prestito |
| C        | Tomás Guzmán      | Crotone       | -        |
| A        | Massimo Maccarone | Middlesbrough | prestito |

| Cessioni | Cessioni          | Cessioni    | Cessioni      |
| R.       | Nome              | a           | Modalità      |
| -------- | ----------------- | ----------- | ------------- |
| C        | Gennaro Esposito  | Torres      | prestito      |
| D        | Michele Mignani   | Triestina   | -             |
| A        | Massimo Marazzina | Bologna     | -             |
| C        | Jonathan Bachini  | -           | ritiro        |
| A        | Roberto Nanni     | Dinamo Kiev | fine prestito |

## Risultati

### Serie A

#### Girone di andata
| Arbitro: | Brighi (Cesena) |

|                        |           |             |
| Chiesa 45’ (rig.), 68’ | Marcatori | 9’ Esposito |

| Arbitro: | Farina (Novi Ligure) |

|                                     |           |           |
| Ambrosini 15’ Ševčenko 31’ Kaká 81’ | Marcatori | 45’ Tudor |

| Arbitro: | Rocchi (Firenze) |

|               |           |                          |
| Locatelli 20’ | Marcatori | 18’ Terlizzi 57’ Makinwa |

| Arbitro: | Stefanini (Prato) |

|              |           |             |
| Ferrante 68’ | Marcatori | 39’ Bogdani |

| Arbitro: | De Marco (Chiavari) |

|                                    |           |                        |
| Locatelli 10’, 46’ Chiesa 28’, 41’ | Marcatori | 11’ Zoro 67’ Di Napoli |

| Arbitro: | Morganti (Ascoli Piceno) |

|                        |           |                                    |
| Taddei 46’ Panucci 86’ | Marcatori | 17’ Negro 54’ Chiesa 90’ Colonnese |

| Arbitro: | Tagliavento (Terni) |

|                                |           |                                 |
| Chiesa 53’ Bertotto 67’ (aut.) | Marcatori | 26’, 30’, 46’ (rig.) Di Michele |

| Arbitro: | Girardi (San Donà di Piave) |

|                                           |           |                                                |
| Flachi 38’ (rig.) Volpi 54’, 90+5’ (rig.) | Marcatori | 48’ Locatelli 75’ (rig.) Chiesa 88’ Vergassola |

| Arbitro: | De Santis (Roma) |

|  |           |              |
|  | Marcatori | 2’, 67’ Toni |

| Arbitro: | Bergonzi (Genova) |

|  |           |              |
|  | Marcatori | 45+1’ Chiesa |

| Arbitro: | Tombolini (Ancona) |

|  |           |                |
|  | Marcatori | 10’ Pellissier |

| Arbitro: | Palanca (Roma) |

|                                     |           |  |
| Vučinić 15’ Konan 53’ Cozzolino 90’ | Marcatori |  |

| Siena 27 novembre 2005, ore 15.00 CET 13ª giornata | Siena              | 0 – 0 referto | Reggina | Montepaschi Arena\| Arbitro: \| Pantana (Macerata) \| |
| Arbitro:                                           | Pantana (Macerata) |               |         |                                                       |

| Arbitro: | Marelli (Como) |

|                                 |           |                                  |
| Di Canio 42’ César 61’ Tare 80’ | Marcatori | 53’ Bogdani 90+1’ (aut.) Peruzzi |

| Arbitro: | Gabriele (Frosinone) |

|            |           |  |
| Bogdani 2’ | Marcatori |  |

| Arbitro: | Dattilo (Locri) |

|                          |           |                           |
| Locatelli 51’ Chiesa 77’ | Marcatori | 46’ Corradi 90+4’ Dessena |

| Arbitro: | De Santis (Roma) |

|                             |           |  |
| Cannavaro 13’ Trezeguet 54’ | Marcatori |  |

| Siena 8 gennaio 2006, ore 15.00 CET 18ª giornata | Siena             | 0 – 0 referto | Inter | Montepaschi Arena\| Arbitro: \| Saccani (Mantova) \| |
| Arbitro:                                         | Saccani (Mantova) |               |       |                                                      |

| Arbitro: | Paparesta (Bari) |

|                           |           |                                |
| Morrone 24’ Lucarelli 52’ | Marcatori | 8’ Locatelli 58’ (rig.) Chiesa |

#### Girone di ritorno
| Arbitro: | Brighi (Verona) |

|             |           |  |
| Suazo 90+4’ | Marcatori |  |

| Arbitro: | Morganti (Ascoli Piceno) |

|  |           |                            |
|  | Marcatori | 12’, 84’ Kaká 69’ Ševčenko |

| Arbitro: | Dondarini (Finale Emilia) |

|            |           |                       |
| Godeas 68’ | Marcatori | 29’, 57’, 65’ Bogdani |

| Arbitro: | Pieri (Genova) |

|             |           |             |
| Bogdani 50’ | Marcatori | 39’ Comotto |

| Messina 8 febbraio 2006, ore 20.30 CET 24ª giornata | Messina             | 0 – 0 referto | Siena | Stadio San Filippo\| Arbitro: \| Giannoccaro (Lecce) \| |
| Arbitro:                                            | Giannoccaro (Lecce) |               |       |                                                         |

| Arbitro: | Ayroldi (Molfetta) |

|  |           |                            |
|  | Marcatori | 71’ De Rossi 90+4’ Mancini |

| Arbitro: | Rodomonti (Roma) |

|                     |           |                  |
| Iaquinta 38’ (rig.) | Marcatori | 34’, 39’ Volpato |

| Arbitro: | Rocalburto (Gallarate) |

|                |           |  |
| Vergassola 80’ | Marcatori |  |

| Arbitro: | Messina (Bergamo) |

|                       |           |                |
| Toni 3’ Pazzini 90+1’ | Marcatori | 15’ Vergassola |

| Arbitro: | Dattilo (Locri) |

|             |           |  |
| Bogdani 85’ | Marcatori |  |

| Arbitro: | Palanca (Roma) |

|                                                   |           |            |
| Obinna 4’ (rig.) Malagò 57’ Brighi 67’ Amauri 82’ | Marcatori | 29’ Foglio |

| Arbitro: | Pantana (Macerata) |

|             |           |                           |
| Bogdani 85’ | Marcatori | 4’ Giacomazzi 71’ Vučinić |

| Arbitro: | Rosetti (Torino) |

|             |           |             |
| Amoruso 51’ | Marcatori | 21’ Bogdani |

| Arbitro: | Rizzoli (Bologna) |

|                           |           |                               |
| Vergassola 24’ Chiesa 40’ | Marcatori | 14’ Mauri 22’ Rocchi 50’ Dabo |

| Arbitro: | Rocalbuto (Gallarate) |

|                      |           |             |
| Tosto 35’ Tavano 39’ | Marcatori | 87’ Bogdani |

| Arbitro: | Bergonzi (Genova) |

|            |           |            |
| Morfeo 63’ | Marcatori | 23’ Guzmán |

| Arbitro: | Tombolini (Ancona) |

|  |           |                                |
|  | Marcatori | 3’ Vieira 6’ Trezeguet 8’ Mutu |

| Arbitro: | De Marco (Genova) |

|          |           |                   |
| Cruz 15’ | Marcatori | 90+3’ Gastaldello |

| Siena 14 maggio 2006, ore 15.00 CEST 38ª giornata | Siena                       | 0 – 0 referto | Livorno | Montepaschi Arena\| Arbitro: \| Girardi (San Donà di Piave) \| |
| Arbitro:                                          | Girardi (San Donà di Piave) |               |         |                                                                |

### Coppa Italia

#### Turni preliminari
| Arbitro: | Herberg (Messina) |

|              |           |                         |
| Castaldo 37’ | Marcatori | 52’ Portanova 85’ Nanni |

| Arbitro: | Cassarà (Palermo) |

|  |           |                   |
|  | Marcatori | 87’ (rig.) Chiesa |

| Arbitro: | Bergonzi (Genova) |

|  |           |                                         |
|  | Marcatori | 18’, 41’ Soncin 58’ Lazzari 72’ Defendi |

## Statistiche

### Statistiche di squadra
Aggiornato al 14 maggio 2006

| Competizione | Punti | Totale | Totale | Totale | Totale | Totale | Totale |
| Competizione | Punti | G      | V      | N      | P      | Gf     | Gs     |
| ------------ | ----- | ------ | ------ | ------ | ------ | ------ | ------ |
| Serie A      | 39    | 38     | 9      | 12     | 17     | 42     | 60     |
| Coppa Italia | -     | 3      | 2      | 0      | 1      | 3      | 5      |
| Totale       | -     | 41     | 11     | 12     | 18     | 45     | 65     |

### Andamento in campionato
| Giornata  | 1 | 2  | 3  | 4  | 5  | 6 | 7  | 8  | 9  | 10 | 11 | 12 | 13 | 14 | 15 | 16 | 17 | 18 | 19 | 20 | 21 | 22 | 23 | 24 | 25 | 26 | 27 | 28 | 29 | 30 | 31 | 32 | 33 | 34 | 35 | 36 | 37 | 38 |
| --------- | - | -- | -- | -- | -- | - | -- | -- | -- | -- | -- | -- | -- | -- | -- | -- | -- | -- | -- | -- | -- | -- | -- | -- | -- | -- | -- | -- | -- | -- | -- | -- | -- | -- | -- | -- | -- | -- |
| Luogo     | C | T  | C  | T  | C  | T | C  | T  | C  | T  | C  | T  | C  | T  | C  | C  | T  | C  | T  | T  | C  | T  | C  | T  | C  | T  | C  | T  | C  | T  | C  | T  | C  | T  | T  | C  | T  | C  |
| Risultato | V | P  | P  | N  | V  | V | P  | N  | P  | V  | P  | P  | N  | P  | V  | N  | P  | N  | N  | P  | P  | V  | N  | N  | P  | V  | V  | P  | V  | P  | P  | N  | P  | P  | N  | P  | N  | N  |
| Posizione | 5 | 12 | 13 | 12 | 11 | 9 | 11 | 12 | 14 | 12 | 12 | 13 | 13 | 14 | 12 | 12 | 12 | 12 | 12 | 12 | 14 | 12 | 12 | 11 | 13 | 12 | 12 | 12 | 12 | 12 | 13 | 13 | 13 | 16 | 16 | 17 | 17 | 17 |

Legenda:

Luogo: C = Casa; T = Trasferta. Risultato: V = Vittoria; N = Pareggio; P = Sconfitta.}